# Pionierskoje (obwód kurgański)
Pionierskoje (ros. Пионерское) – wieś (sieło) w Rosji, w obwodzie kurgańskim, w rejonie makuszyńskim. W 2010 liczyła 766 mieszkańców.